# The Last Kingdom: Seven Kings Must Die
The Last Kingdom: Seven Kings Must Die ist ein britischer Historienfilm aus dem Jahr 2023. Der Film schließt die Netflix-Serie The Last Kingdom ab, die auf der Romanreihe Die Uhtred-Saga (The Saxon Stories) von Bernard Cornwell basiert.

## Handlung
Nach dem Tod König Edwards greift der irische Wikingerkönig Anlaf mit seiner Armee Northumbria an. Lady Eadgifu und der jüngste Sohn des Königs, Edmund, fliehen nach Bebbanburg zu Uhtred, der einst König Edward viele Jahre treu diente. Er wird darüber informiert, dass König Edwards ältester Sohn Aethelstan seinen jüngeren Bruder Aelfweard töten will, um die alleinige Vormachtstellung in Northumbria zu bewahren. Diesen Angriff will Uhtred verhindern und er will zur Versöhnung der Brüder beitragen. Kurz bevor er seinen Sitz verlässt, prophezeit Ingrith, dass „sieben Könige sterben müssen“, bevor England vereint wird. Mit seinen Gefolgsleuten Finan und Sihtric erreicht er schließlich Aegelesburg. Dort hat Aelfweard bereits mit Verteidigungsmaßnahmen gegen seinen Bruder begonnen. Aethelstan und dessen Berater Ingilmundr treffen ebenfalls ein.
Uhtred bewegt Aelfweard dazu, sich ohne Gewalt friedlich zu beugen, doch Aethelstan ermordet ihn hinterhältig und gibt den Befehl, alle Männer Aelfweards zu töten. Aethelstan wird zum König der Sachsen gekrönt und Ingilmundr ermutigt ihn dazu, den Traum seines Großvaters von einem vereinten England unter einer christlichen Herrschaft zu verwirklichen. Nun wird auch deutlich, dass die beiden eine Liebesbeziehung zueinander pflegen. Der Traum eines vereinten England nimmt weiter Gestalt an, als König Rǫgnvaldr verstirbt und Aethelstan auch dessen Besitz für sich beansprucht. Weitere Könige beugen ihr Knie, so etwa König Hywel Dda, da Aethelstan seinen Sohn als Geisel genommen hat. Uhtred wird Zeuge der Beziehung zwischen Aethelstan und Ingilmundr. Letzterer bekommt darüber Kenntnis und beschließt den Tod Uhtreds.
Aldhelm, ein langjähriger Freund, kann ihn noch rechtzeitig über den geplanten Mordanschlag auf ihn informieren und Uhtred flieht nach Bebbanburg. Aldhelm wird daraufhin von Aethelstan als Verräter bezeichnet und für seine Taten gehängt. Ingilmundr kommt mit seiner Armee in Bebbanburg an und fordert die Auslieferung Uhtreds. Dieser ist aber bereits weitergezogen. Durch eine List wird Uhtred von Aethelstans Männern gefangen genommen und Osbert und Edmund werden nach Thelwael geschickt. Aethelstan ändert das Todesurteil über Uhtred in eine Verbannung um. Auf der Isle of Man trifft sich Anlaf mit weiteren britischen Königen, um sie vor der bevorstehenden Eroberung durch Aethelstan zu warnen. Die Könige weigern sich allerdings, gemeinsame Sache mit einem Heiden zu machen. Erst als Aethelstan mit seiner Invasion in Schottland beginnt und die dortigen Könige wie Konstantin in die Knie zwingt, hat Anlaf Erfolg und er kann ein Bündnis schmieden. Uhtred, der stark verwundet wurde, wird von den gefunden und auf die Shetlandinseln gebracht. Dort erfährt er, dass Ingilmundr ein dänischer Spion ist. Uhtred trifft sich mit Anlaf und den anderen Königen, die von ihm verlangen, Aethelstan zu ermorden, um einen Krieg zu vermeiden.
Uhtred reist nach Wintanceaster und versucht erfolglos, Aethelstans Eroberungspläne zu vereiteln. Daraufhin kehrt Uhtred nach Bebbanburg zurück, wo er von Eadgifu erfährt, dass Anlaf die Burg geplündert und die Bewohner wie Ingrith in einer Höhle eingesperrt hat. Eine weitere Tragödie ereignet sich in Thelwael, wo Ingilmundr alle Sachsen massakrieren lässt. Wie durch ein Wunder überleben Osbert und Edmund. Dadurch schließt Aethelstan Frieden mit Uhtred und plant, Anlafs Invasion zu stoppen. Dieser hat seine Truppen bei Brunanburh versammelt. In der Schlacht von Brunanburh sind die Streitkräfte von Uhtred und Aethelstan zahlenmäßig unterlegen und ziehen sich taktisch zurück, sodass die sächsische Kavallerie ihren Feind von hinten flankieren kann. Im Schlachtgetümmel werden Domnal und die Erben der anderen Könige getötet. Einen Angriff von Ingilmundr auf Aethelstan kann Uhtred verhindern, wird allerdings selbst schwer verletzt.
Nach der verlorenen Schlacht brechen die Könige ihr Bündnis mit König Anlaf; der gefangene Ingilmundr wird hingerichtet. Der verwundete Uhtred wird unter Mithilfe Aethelstans nach Bebbanburg zurückgebracht. Finan zählt auf, dass noch keine sieben Könige gestorben sein und Uthred ist der Meinung, dass er eben dieser fehlende König sei, damit sich die Prophezeiung erfülle. Unter der Bedingung, Edmund zu seinem Alleinerben zu machen, wird Aethelstan zum ersten König eines vereinten Englands. Im Sterben liegend hat Uhtred eine Vision von Walhalla, in der er sieht, wie mehrere seiner verstorbenen Verbündeten auf ihn warten.

## Hintergrund

### Produktion
Produzent Nigel Marchant gab bekannt, dass bereits ab der 4. Staffel von The Last Kingdom über einen finalen Spielfilm verhandelt wurde. In Betrachtung der Spielfilmlänge wurden mehrere, für die letzte Staffel entscheidende Charaktere aus dem Drehbuch gestrichen. Darunter fielen unter anderen die Rollen von Eliza Butterworth, Timothy Innes, Phia Saban, Ryan Quarmby und Uhtreds Kinder gespielt von Ruby Hartley und Finn Elliot.

### Veröffentlichung
Der Film erschien am 14. April 2023 weltweit auf Netflix.

## Rezeption
„Das Historienepos nimmt sich viel Zeit, um die politischen Interessenskonflikte, die auch mit Glaubensstreiten zwischen Christen und „Heiden“ einhergehen, aufzurollen und zugleich die Serie stimmig an ein Ende zu führen. Für deren Fans eine sinnvolle Abrundung; andere Zuschauer werden indes Schwierigkeiten haben, Anschluss an die zahlreichen Charaktere zu finden.“

Quotenmeter.de vergibt eine Wertung von 70 % und spricht von einem „extrem gehetzten Film, mit zahlreichen Inhalts- und Logiklücken“. Es wird bemängelt, dass „111 Minuten für diesen Epilog nicht reichen“ und die Filmvariante eine im Vergleich zu seiner sechsten Staffel die günstigere Alternative sei, die Geschichte abzuschließen. Es fehlen außerdem einige Hauptcharaktere aus der fünften Staffel. The Guardian vergibt drei von fünf Sternen und spricht von einer effizienten Geschichtserzählung. Die Kampfszenen erreichen zwar nicht das Ausmaß der Schlachten des Der Herr der Ringe oder Game-of-Thrones-Franchises, „sind aber recht scharf und gut inszeniert für etwas, das offensichtlich ein weitaus kleineres Budget hat“.
Auf Rotten Tomatoes hat der Film bei 17 Reviews einen positiven Anteil von 82 %. Im Audience Score, der Zuschauerwertung, erhielt der Film bei über 500 Abstimmungen eine Wertung von 71 %. In der Internet Movie Database hat der Film bei über 39.000 Stimmabgaben eine Wertung von 6,9 von 10,0 möglichen Sternen (Stand: Dezember 2024).